# Миронюк, Юрий Тимофеевич
Юрий Тимофеевич Миронюк (1929 — 2019) — Герой Социалистического Труда.

## Биография
Окончил Ленинградский электротехнический институт связи (1951), радиоинженер. Кандидат технических наук (1972).
Лауреат Ленинской премии (1974). Герой Социалистического Труда (1978). Награждён орденами Ленина (1978), Трудового Красного Знамени (1957, 1961, 1975), «Знак Почета» (1968), медалями.
В 1951—1952 гг. — в Свердловской дирекции радиосвязи: дежурный радиоинженер. В 1952—1982 гг. — в НПО «Автоматика»: инженер, первый заместитель главного конструктора, директор НИИА (1973—1977 гг.), генеральный директор НПО (1977—1982 гг.).
Специалист в области вычислительной техники для бортовой аппаратуры баллистических ракет подводных лодок. Под его руководством применена цифровая аппаратура в бортовой системе управления баллистическими ракетами. Автор более 50 печатных работ.
Умер 24 января 2019 года в Москве. Похоронен на Троекуровском кладбище.

## Награды
- Медаль «Серп и Молот»